# 喬丹鎮區 (印地安納州傑斯帕縣)
喬丹鎮區（英語：Jordan Township）是位於美國印地安納州傑斯帕縣的一個行政鎮區。

## 地方資料
根據2010年美國人口普查的數據，喬丹鎮區的面積為97.10平方千米，當中陸地面積為97.00平方千米，而水域面積為0.10平方千米。當地共有人口355人，而人口密度為每平方千米3.66人。